# Alioune Bâ
 (juin 2025).
Alioune Bâ (né à Bamako en 1959) est un photographe malien.

## Biographie
Alioune Bâ débute dans la photographie en travaillant au Musée national du Mali à Bamako où il se charge dans un premier temps de photographier les collections du musée avant de partir à travers le Mali réaliser des photo-reportages, notamment sur les cérémonies rituelles et les fêtes traditionnelles.
Alioune Bâ expose au Mali, mais aussi en Europe (Brême, Copenhague, Rouen, Paris, Amiens) ainsi qu’au Japon, à Ōsaka. Ses photos sont publiées dans plusieurs livres. Les thèmes abordés sont variés : « Détail des pieds et des mains », « Enfant, que deviendras-tu ? », « Femme en milieu rural », « L'orpaillage traditionnel », « Vie quotidienne en milieu rural », « Fleuve », « Caravane de sel dans le désert », « architecture de terre du Mali » .
En 1997, Alioune Bâ est lauréat du prix Afrique du Festival des trois continents à Nantes (France).
Alioune Bâ anime des ateliers photos avec des enfants des rues, des enfants affectés ou infectés par le VIH- Sida et des handicapés mentaux de l’hôpital du point G à Bamako.